# Frontinella huachuca benevola
Frontinella huachuca là một loài nhện trong họ Linyphiidae.
Loài này thuộc chi Frontinella. Frontinella huachuca benevola được Willis J. Gertsch & Michael Davis miêu tả năm 1946.